# La lontananza nostalgica utopica futura
La lontananza nostalgica utopica futura is een compositie van de Italiaanse componist Luigi Nono uit de jaren 1988-1989. Ondertitel is:

Madrigale per più "caminantes" con Gidon Kremer, violino solo, 8 nastri magnetici, da 8 a 10 leggi (soloviool, 8-sporen bandrecorder en 8 tot 10 lessenaars). De titel wordt als volgt verklaard: het verleden (nostalgica), weerkaatst in het heden, leidt tot een nieuwe ideale wereld (utopica ) in de toekomst (futura). La lontananza betekent verte.

## Omschrijving
Het is een erg experimentele compositie. Op de plaats waar de uitvoering plaatsvindt worden 6 lessenaars (met muziek voor de solist) en 2 lege lessenaars verspreid over de concertzaal (ook eventueel tussen publiek). De lessenaars met de solopartij moeten zo geplaatst worden dat de solist niet direct van lessenaar tot lessenaar kan lopen; hij moet er altijd eentje overslaan. Het is de bedoeling dat de solist tijdens zijn wandeling van de ene naar de andere lessenaar een keuze kan maken naar welke lessenaar hij/zij loopt. De 6e lessenaar bevat het slotstuk en staat dus dicht bij de uitgang van het podium. Al naargelang de wens van de solist moeten minimaal 2 tot maximaal 4 extra (dus lege) lessenaar bijgeplaatst worden. De compositie begint met het starten van de tape, de solist valt daarna in. De tape bevat vooral viool klanken, die eerder opgenomen en eventueel bewerkt zijn. De acht sporen zijn nooit tegelijk in gebruik. 
De tape is gefabriceerd onder leiding van de componist en Hans Peter Heller in de studio van de Heinrich-Strobel-Stifting van de SWR Freiburg; geluidsman toen: Rudolf Strauss.

## Delen
De delen zijn makkelijk te omschrijven:
1. Leggio I; (muziekstandaard 1);
2. Leggio II;
3. Leggio III;
4. Leggio IV;
5. Leggio V;
6. Leggio VI.

De compositie wordt uitgevoerd door één violist(e) en één klankregisseur.

## Bron
- uitvoering op het label Kairos.